# Clotilde Sabatino
Clotilde Sabatino (Napoli, 28 luglio 1974) è un'attrice italiana.

## Biografia
Diventa famosa nel 2004 quando entra nel cast, come guest star, della soap opera di Rai 3, Un posto al sole, nel ruolo del commissario di polizia Giovanna Landolfi. Entra a far parte del cast fisso nel 2008, nella puntata 2521, e vi rimane fino al 28 aprile 2009, episodio 2792, quando esce di scena, pur rimanendo accreditata come personaggio principale fino alla puntata 2885. 
In precedenza aveva partecipato a vari film e fiction TV, tra i quali Un altr'anno e poi cresco, regia di Federico Di Cicilia, La omicidi, La squadra e Il giudice Mastrangelo 2.
Nel 2006 è tra i protagonisti della miniserie TV di Rai 1 Assunta Spina, regia di Riccardo Milani. Nel 2009 è la protagonista femminile del film Il sogno nel casello, regia di Bruno De Paola, con Pietro Pignatelli nel ruolo del protagonista maschile. Nello stesso anno è nel cast del film Meno male che ci sei, regia di Luis Prieto, con Claudia Gerini e Chiara Martegiani. Nel 2009 appare anche in una puntata di Tutti pazzi per amore. Nel 2010 recita nella miniserie TV per Rai 1 dal titolo Il signore della truffa, accanto a Gigi Proietti e Maurizio Casagrande, nel vivace ruolo di Rosalba Esposito.
Il 10 gennaio 2014 torna ad interpretare, come guest star, Giovanna Landolfi nella soap opera Un posto al sole.
Nel 2015 interpreta Margherita in A Napoli non piove mai di Sergio Assisi, mentre nel 2016 è Carla in  L'abbiamo fatta grossa di Carlo Verdone.
Nel 2017 appare nella miniserie TV di Mediaset con Gianni Morandi, L'isola di Pietro, e in una puntata dell'undicesima stagione di Don Matteo.
Nel 2019-2020 fa la sua prima comparsa su Netflix interpretando la madre di Brando De Santis nella seconda e nella terza stagione di Baby.
Sempre nel 2020 veste i panni della professoressa Galiani nella rinomata serie televisiva L'amica geniale, andata in onda su Rai 1 e ispirata all'omonimo romanzo di Elena Ferrante.
È anche attrice di teatro.

## Filmografia

### Cinema
- L'uomo in più, regia di Paolo Sorrentino (2001)
- Un altr'anno e poi cresco, regia di Federico Di Cicilia (2001)
- Il sogno nel casello, regia di Bruno De Paola (2009)
- Meno male che ci sei, regia di Luis Prieto (2009)
- Sotto una buona stella, regia di Carlo Verdone (2014)
- A Napoli non piove mai, regia di Sergio Assisi (2015)
- L'abbiamo fatta grossa, regia di Carlo Verdone (2016)
- La scommessa - Una notte in corsia, regia di Giovanni Dota (2024)

### Televisione
- La squadra – serie TV (2000)
- La omicidi, regia di Riccardo Milani – miniserie TV (2004)
- Un posto al sole – soap opera (2004-2009, 2014-2020)
- Assunta Spina, regia di Riccardo Milani – miniserie TV (2006)
- Il giudice Mastrangelo – serie TV, episodio 2x03 (2007)
- Tutti pazzi per amore – serie TV, 1 episodio (2008)
- Il commissario Manara – serie TV, episodio 1x01 (2009)
- Intelligence - Servizi & segreti – serie TV, episodio 1x06 (2009)
- Il signore della truffa, regia di Luis Prieto – miniserie TV (2010)
- Paura di amare – serie TV (2010)
- Sarò sempre tuo padre, regia di Lodovico Gasparini – miniserie TV (2011)
- La vita che corre, regia di Fabrizio Costa – miniserie TV (2012)
- Il restauratore – serie TV, episodio 1x09 (2012)
- Angeli - Una storia d'amore, regia di Stefano Reali – film TV (2014)
- Una pallottola nel cuore – serie TV, episodio 2x03 (2016)
- L'isola di Pietro – serie TV (2017)
- Scomparsa – serie TV (2017)
- Don Matteo – serie TV, episodio 11x02 (2018)
- Baby 2-3 – serie TV (2019-2020)
- L'amica geniale – serie TV (2020)
- Circeo, regia di Andrea Molaioli – miniserie TV, episodio 5 (2022)
- La Rosa dell'Istria, regia di Tiziana Aristarco – film TV (2024)
- Kostas – serie TV, episodio 1x02 (2024)
- Mike, regia di Giuseppe Bonito – miniserie TV (2024)
- Purché finisca bene – serie TV, episodio 7x01 (2024)
- Sara - La donna nell’ombra – serie TV, episodi 1x04-1x06 (2025)